# Pristina acuminata
Pristina acuminata är en ringmaskart som beskrevs av Liang 1958. Pristina acuminata ingår i släktet Pristina och familjen glattmaskar. Inga underarter finns listade i Catalogue of Life.